# Giosea di Waldeck e Pyrmont
Giosea Giorgio Guglielmo Adolfo di Waldeck e Pyrmont (Bad Arolsen, 13 maggio 1896 – Diez an der Lahn, 30 novembre 1967) è stato un generale e principe tedesco, erede al trono del Principato di Waldeck-Pyrmont nonché SS-Obergruppenführer (Generale di corpo d'armata) durante la seconda guerra mondiale. Come il cugino Carlo Edoardo di Sassonia-Coburgo-Gotha fu uno dei due ex principi tedeschi a porsi al servizio della Germania nazista.
Dal 1946 alla sua morte, fu capo della casata principesca di Waldeck e Pyrmont. Dopo la seconda guerra mondiale, venne condannato all'ergastolo durante il Processo di Buchenwald (sentenza poi commutata in 20 anni di carcere) per aver preso parte al "piano comune" di violare le leggi internazionali di guerra ed i diritti dei prigionieri nel campo di concentramento di Buchenwald, ma venne rilasciato dopo tre anni di prigione, quando venne dimostrato che con la sua condotta cercò invece di arginare parte delle efferatezze perpetuate nel campo di concentramento da Ilse Koch e da suo marito Karl Otto Koch.

## Biografia

### I primi anni
Nato ad Arolsen nel castello della famiglia principesca regnante, Giosea era figlio ed erede del principe Federico di Waldeck e Pyrmont e di sua moglie, la principessa Batilde di Schaumburg-Lippe. Egli era nipote di Guglielmo II, re del Württemberg, e di Emma di Waldeck e Pyrmont, reggente dei Paesi Bassi. Egli era inoltre cugino di Guglielmina, regina dei Paesi Bassi, e del duca Carlo Edoardo di Sassonia-Coburgo-Gotha nonché del granduca Guglielmo IV di Lussemburgo. Tra i suoi antenati vantava re Federico V di Danimarca.
Dopo aver ricevuto lezioni da tutori privati a partire dal 1902, si trasferì al Wilhelmsgymnasium di Kassel nel 1912 per poi passare al Notabitur nel 1914.
Entrato nell'esercito imperiale tedesco come cadetto, combatté nella prima guerra mondiale nell'83º reggimento di fanteria. Durante gli scontri rimase ferito numerose volte, alcune delle quali particolarmente gravi come un colpo di fucile alla testa.
Alla fine della guerra, la sua famiglia perse il dominio sul Principato di Waldeck e Pyrmont che divenne un libero stato nella nuova Repubblica di Weimar.

### Al servizio della Germania nazista e la carriera nelle SS
Dopo la guerra, il principe di Waldeck-Pyrmont si dedicò allo studio delle scienze agrarie, dell'economia e della giurisprudenza, frequentando i corsi dell'Università di Monaco di Baviera senza ad ogni modo laurearsi.
Iniziando sempre più ad interessarsi di politica, si avvicinò progressivamente ai movimenti conservatori dell'estrema destra tedesca nel tentativo di contrastare l'avanzata degli ideali socialisti in Germania, affiancandosi al cugino Carlo Edoardo di Sassonia-Coburgo-Gotha che pure diverrà come lui parte attiva nello stato nazista. Dal 1923 al 1927 fu membro dell'Ordine della gioventù tedesca, un'organizzazione giovanile conservatrice. Il 1 novembre 1929, decise di aderire al Partito Nazista di Adolf Hitler, divenendo membro delle SS dal 2 marzo 1930. Egli venne immediatamente nominato aiutante di Sepp Dietrich, prima di divenirlo del Reichsführer-SS Heinrich Himmler nonché capo del suo staff, dal settembre del 1930.
Giosea venne eletto al Reichstag per la circoscrizione di Düsseldorf-Ovest nel 1933 e venne promosso al rango di tenente generale delle SS. Venne nuovamente promosso nel 1939 al ruolo di capo della polizia e delle SS di Weimar. In questa posizione ebbe modo di sovrintendere la direzione del campo di concentramento di Buchenwald.
Waldeck dimostrò le proprie prime attenzioni verso l'amministrazione del campo di Buchenwald nel 1941 quando, supervisionando le liste dei condannati a morte del campo, si imbatté nel nome di Walter Krämer, capo dell'ospedale di Buchenwald. Waldeck, di fronte ad una tale stranezza, decise di investigare il caso e scoprì che Karl Otto Koch, il comandante del campo, aveva ordinato l'esecuzione di Krämer e di Karl Peixof (suo assistente) come "prigionieri politici" in quanto gli avevano diagnosticato la sifilide, fatto che Koch voleva mantenere segreto. Il principe di Waldeck ricevette anche dei rapporti secondo i quali nel campo i prigionieri venivano fatti fuggire di proposito e poi uccisi con colpi alla schiena.
In quel tempo, Koch era stato trasferito al campo di concentramento di Majdanek in Polonia, ma sua moglie, Ilse, viveva ancora nell'alloggio del comandante a Buchenwald. Waldeck ordinò a questo punto un'investigazione su vasta scala del campo grazie a Georg Konrad Morgen, un maggiore delle SS che era anche giudice. Attraverso le indagini, vennero scoperti altri ordini di uccisione firmati da Koch oltre all'evidenza di furti da lui compiuti ai danni dei prigionieri e dei loro beni. Waldeck-Pyrmont e Morgen accusarono quindi formalmente Koch di incitazione all'omicidio e poi di furto. Altri ufficiali del campo vennero accusati con lui, tra cui Ilse Koch. Il processo si concluse con la condanna a morte del comandante che venne giustiziato da un plotone d'esecuzione il 5 aprile 1945. Morgen nel frattempo iniziò ad indagare anche su Ilse Koch e sul sadismo dei suoi crimini, ma non poté provare le accuse rivoltegli; rimase in prigionia presso le autorità tedesche sino a tutto il 1945.
Adolf Hitler nominò Waldeck-Pyrmont membro della Ordnungspolizei (polizia uniformata) nell'aprile del 1941 e, e l'anno successivo, venne nominato Alto Commissario di Polizia nella Francia occupata dai nazisti. Uno dei primi atti nel suo ruolo fu quello di portare gli ostaggi francesi su treni tedeschi, per scoraggiare tentativi di sabotaggio. Venne promosso generale nel luglio del 1944.

### Arresto e ultimi anni

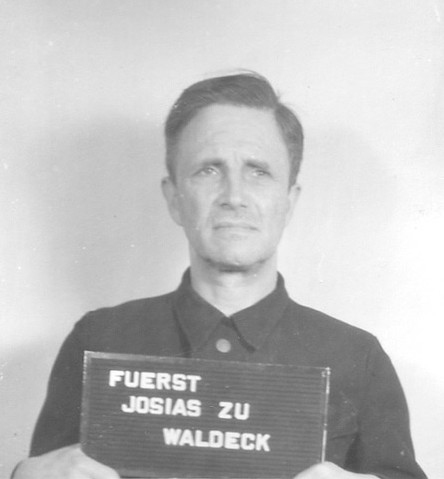
Foto segnaletica del principe di Waldeck e Pyrmont

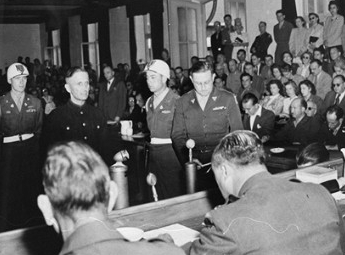
Il principe di Waldeck e Pyrmont nel corso del Processo di Buchenwald

Il principe di Waldeck e Pyrmont venne arrestato il 13 aprile 1945, e condannato al carcere a vita dalla corte americana d'istanza a Dachau nel corso del Processo di Buchenwald del 14 agosto 1947. Il primo dei due punti d'accusa che gli vennero mossi fu la responsabilità nei crimini commessi a Buchenwald, dal momento che il campo era all'interno della sua area giurisdizionale, anche se egli non ne fu mai direttamente al comando e non prese mai parte direttamente ad operazioni ad esso connesse.
Il secondo capo d'accusa fu quello di aver ordinato l'esecuzione del comandante del campo di concentramento di Buchenwald, lo SS-Standartenführer Karl Otto Koch. Il governatore militare della Germania, il generale Lucius Clay ordinò a questo punto un riesame personale dei verdetti del Processo di Buchenwald sulla base di ulteriori prove raccolte, l'8 giugno 1948, confermando quindici sentenze di morte e commutandone altre sette. Molti degli ergastoli comminati vennero rivisti tra cui quello al principe di Waldeck e Pyrmont (dalla prigione a vita a 20 anni). Waldeck e Pyrmont venne portato alla prigione di Landsberg am Lech, dove però trascorse solo tre anni per poi essere definitivamente rilasciato nel dicembre del 1950 per ragioni di salute. Ottenne l'amnistia del presidente dell'Assia nel luglio del 1953.
Trascorse gli ultimi anni della sua vita in isolamento presso il castello di Schaumburg. Tra il 1959 e il 1961, furono avviate diverse indagini preliminari contro di lui, per crimini come sospetto omicidio, omicidio colposo, aiuto e favoreggiamento dell'omicidio. La maggior parte delle indagini venne ad ogni modo ben presto archiviata per insufficienza di prove a suo carico.

### Capo della casa di Waldeck e Pyrmont

Stemma della casata principesca dei Waldeck e Pyrmont.

Giosea divenne capo della casata di Waldeck e Pyrmont alla morte di suo padre il 26 maggio 1946, mentre si trovava agli arresti. Morì nella sua residenza, il castello di Schaumburg, nel 1967, e venne succeduto nel ruolo di capo della casata dal suo unico figlio, il principe Wittekind Adolf.

## Famiglia
Waldeck e Pyrmont sposò la duchessa Altburg di Oldenburg (1903–2001), figlia dell'ex granduca di Oldenburg, Federico Augusto II, il 25 agosto 1922 a Rastede. La coppia ebbe cinque figli:
- Margherita (22 maggio 1923 - 21 agosto 2003); sposò (1952) div. (1979) il conte Franz August zu Erbach-Erbach (n. 1925)
- Alessandra (25 settembre 1924 - 4 settembre 2009); sposò (1949) il principe Botho di Bentheim und Steinfurt (1924–2001)
- Ingrid (n. 2 settembre 1931)
- Wittekind Adolfo (n. 9 marzo 1936); sposò (1988) la contessa Cecilie di Goëss-Saurau (n. 1956)
- Guda (n. 22 agosto 1939); sposò (1958) div. (1962) Federico Guglielmo di Wied (1931–2001); sposò in seconde nozze (1968) Horst Dierkes (n. 1939)

## Titoli e trattamento

### Titoli
- 13 maggio 1896 - 26 maggio 1946: Sua Altezza Serenissima Giosea, principe ereditario di Waldeck e Pyrmont
- 26 maggio 1946 - 30 novembre 1967: Sua Altezza Serenissima il principe Giosea di Waldeck e Pyrmont

### Nomine militari
- SS-Sturmbannführer: 6 aprile 1930
- SS-Standartenführer: 11 maggio 1930
- SS-Oberführer: 15 settembre 1931
- SS-Gruppenführer: 15 marzo 1932
- SS-Obergruppenführer: 30 gennaio 1936
- General der Polizei: 8 aprile 1941
- General der Waffen-SS: 1 luglio 1944

## Antenati
|                                       |                                       |                                         | Genitori                                       |  |  | Nonni |  |  | Bisnonni                        |  |  | Trisnonni                      |  |
|                                       |                                       |                                         |                                                |  |  |       |  |  | Giorgio II di Waldeck e Pyrmont |  |  | Giorgio I di Waldeck e Pyrmont |  |
|                                       |                                       |                                         |                                                |  |  |       |  |  | Giorgio II di Waldeck e Pyrmont |  |  | Giorgio I di Waldeck e Pyrmont |  |
|                                       |                                       | Augusta di Schwarzburg-Sondershausen    |                                                |  |  |       |  |  | Giorgio II di Waldeck e Pyrmont |  |  |                                |  |
| Giorgio Vittorio di Waldeck e Pyrmont |                                       |                                         |                                                |  |  |       |  |  | Giorgio II di Waldeck e Pyrmont |  |  |                                |  |
|                                       |                                       | Emma di Anhalt-Bernburg-Schaumburg-Hoym | Vittorio II di Anhalt-Bernburg-Schaumburg-Hoym |  |  |       |  |  |                                 |  |  |                                |  |
|                                       |                                       | Emma di Anhalt-Bernburg-Schaumburg-Hoym | Vittorio II di Anhalt-Bernburg-Schaumburg-Hoym |  |  |       |  |  |                                 |  |  |                                |  |
|                                       |                                       | Emma di Anhalt-Bernburg-Schaumburg-Hoym | Amalia di Nassau-Weilburg                      |  |  |       |  |  |                                 |  |  |                                |  |
| Federico di Waldeck e Pyrmont         |                                       | Emma di Anhalt-Bernburg-Schaumburg-Hoym |                                                |  |  |       |  |  |                                 |  |  |                                |  |
|                                       |                                       | Guglielmo di Nassau                     | Federico Guglielmo di Nassau-Weilburg          |  |  |       |  |  |                                 |  |  |                                |  |
|                                       |                                       | Guglielmo di Nassau                     | Federico Guglielmo di Nassau-Weilburg          |  |  |       |  |  |                                 |  |  |                                |  |
|                                       |                                       | Guglielmo di Nassau                     | Luisa Isabella di Kirchberg                    |  |  |       |  |  |                                 |  |  |                                |  |
| Elena di Nassau                       |                                       | Guglielmo di Nassau                     |                                                |  |  |       |  |  |                                 |  |  |                                |  |
|                                       |                                       | Paolina di Württemberg                  | Paolo Federico di Württemberg                  |  |  |       |  |  |                                 |  |  |                                |  |
|                                       |                                       | Paolina di Württemberg                  | Paolo Federico di Württemberg                  |  |  |       |  |  |                                 |  |  |                                |  |
|                                       |                                       | Paolina di Württemberg                  | Carlotta di Sassonia-Hildburghausen            |  |  |       |  |  |                                 |  |  |                                |  |
| Giosea di Waldeck e Pyrmont           |                                       | Paolina di Württemberg                  |                                                |  |  |       |  |  |                                 |  |  |                                |  |
|                                       | Giorgio Guglielmo di Schaumburg-Lippe | Filippo II di Schaumburg-Lippe          |                                                |  |  |       |  |  |                                 |  |  |                                |  |
|                                       | Giorgio Guglielmo di Schaumburg-Lippe | Filippo II di Schaumburg-Lippe          |                                                |  |  |       |  |  |                                 |  |  |                                |  |
|                                       | Giorgio Guglielmo di Schaumburg-Lippe | Giuliana d'Assia-Philippsthal           |                                                |  |  |       |  |  |                                 |  |  |                                |  |
| Guglielmo di Schaumburg-Lippe         | Giorgio Guglielmo di Schaumburg-Lippe |                                         |                                                |  |  |       |  |  |                                 |  |  |                                |  |
|                                       |                                       | Ida di Waldeck e Pyrmont                | Giorgio I di Waldeck e Pyrmont                 |  |  |       |  |  |                                 |  |  |                                |  |
|                                       |                                       | Ida di Waldeck e Pyrmont                | Giorgio I di Waldeck e Pyrmont                 |  |  |       |  |  |                                 |  |  |                                |  |
|                                       |                                       | Ida di Waldeck e Pyrmont                | Augusta di Schwarzburg-Sondershausen           |  |  |       |  |  |                                 |  |  |                                |  |
| Batilde di Schaumburg-Lippe           |                                       | Ida di Waldeck e Pyrmont                |                                                |  |  |       |  |  |                                 |  |  |                                |  |
|                                       |                                       | Federico Augusto di Anhalt-Dessau       | Federico di Anhalt-Dessau                      |  |  |       |  |  |                                 |  |  |                                |  |
|                                       |                                       | Federico Augusto di Anhalt-Dessau       | Federico di Anhalt-Dessau                      |  |  |       |  |  |                                 |  |  |                                |  |
|                                       |                                       | Federico Augusto di Anhalt-Dessau       | Amalia d'Assia-Homburg                         |  |  |       |  |  |                                 |  |  |                                |  |
| Batilde di Anhalt-Dessau              |                                       | Federico Augusto di Anhalt-Dessau       |                                                |  |  |       |  |  |                                 |  |  |                                |  |
|                                       |                                       | Maria Luisa Carlotta d'Assia-Kassel     | Guglielmo d'Assia-Kassel                       |  |  |       |  |  |                                 |  |  |                                |  |
|                                       |                                       | Maria Luisa Carlotta d'Assia-Kassel     | Guglielmo d'Assia-Kassel                       |  |  |       |  |  |                                 |  |  |                                |  |
|                                       |                                       | Maria Luisa Carlotta d'Assia-Kassel     | Luisa Carlotta di Danimarca                    |  |  |       |  |  |                                 |  |  |                                |  |
|                                       |                                       | Maria Luisa Carlotta d'Assia-Kassel     |                                                |  |  |       |  |  |                                 |  |  |                                |  |